# Mohamed Takala
Mohamed Takala es un político libio.
Mohamed Takala se convirtió en el presidente del Alto Consejo de Estado de Libia el 6 de agosto de 2024, después de ser elegido con 67 votos en la segunda vuelta frente a su oponente, el expresidente del Consejo, Khalid Al-Mashri, quien recibió 62 votos.